# Eu Nunca Amei Alguém como Te Amei
"Eu Nunca Amei Alguém como Te Amei" é uma canção composta por Eduardo Lages e Paulo Sérgio Valle e gravada pelo cantor brasileiro Roberto Carlos em 1994, através da Sony Music para seu álbum homônio Roberto Carlos.

## Músicos
A lista de artistas envolvidos na produção da canção compreende mais de vinte e quatro
- Aizik Meilach Geller: Violino
- Alceu de Almeida Reis: Violoncelo
- Alfredo Vidal: Violino
- Bernardo Bessler: Violino
- Carlos Eduardo Hack: Violino
- Eduardo Lages: Teclados, arranjos
- Eduardo Roberto Pereira: Viola de Arco
- Frederick Stephany: Viola de Arco
- Giancarlo Pareschi: Violino
- Jairo Diniz Silva: Viola de Arco
- Jesuína Noronha Passaroto: Viola de Arco
- Jorge Faini: Violino
- Jorge Kundert Ranevsky (Iura): Violoncelo
- José Alves da Silva: Violino
- José Dias de Lana: Violino
- Kleber Vogel: Violino
- Luiz Fernando Zamith: Violoncelo
- Márcio Eymard Mallard: Violoncelo
- Marcos Garcia: Programação de Computador
- Marie Christine Springuel: Viola de Arco
- Michel Bessler: Violino
- Nelson de Macedo: Viola de Arco
- Paschoal Perrota: Violino
- Walter Hack: Violino

## Versão de Ivete Sangalo
"Eu Nunca Amei Alguém como Te Amei" é o primeiro single do álbum Real Fantasia da cantora brasileira Ivete Sangalo em 26 de setembro de 2011, através da Universal Music. 

### Informações
Composta por Eduardo Lages e Paulo Sérgio Valle, a canção é uma releitura da versão gravada por Roberto Carlos em 1994. Realizada nos estúdios da Universal Music da cidade de Salvador, na Bahia, a canção foi gravada exclusivamente como parte da trilha sonora da telenovela Fina Estampa, da Rede Globo, sendo executada pela primeira vez durante o capítulo de número doze.

### Desempenho nas paradas
A canção estreou na 65ª posição na Billboard Hot 100 Airplay, saltando para a 21ª colocação no mês seguinte, novembro. Enquanto na Hot Popular Songs, a canção saiu da 40ª colocação, sua estreia, e agora ocupa a 18ª posição.

#### Paradas
| Paradas (2011)                 | Melhor posição |
| ------------------------------ | -------------- |
| BR Billboard Hot 100 Airplay   | 21             |
| BR Billboard Hot Popular Songs | 18             |

### Histórico de lançamento
| País   | Data                   | Formato          |
| ------ | ---------------------- | ---------------- |
| Brasil | 26 de setembro de 2011 | download digital |